# Liste der Kulturdenkmäler in Landenhausen
Die folgende Liste enthält die in der Denkmaltopographie ausgewiesenen Kulturdenkmäler auf dem Gebiet des Ortsteils Landenhausen der Gemeinde Wartenberg, Vogelsbergkreis, Hessen.
Hinweis: Die Reihenfolge der Denkmäler in dieser Liste orientiert sich an der Anschrift, alternativ ist sie auch nach der Bezeichnung, der vom Landesamt für Denkmalpflege vergebenen Nummer oder der Bauzeit sortierbar.
Kulturdenkmäler werden fortlaufend im Denkmalverzeichnis des Landes Hessen durch das Landesamt für Denkmalpflege Hessen auf Basis des Hessischen Denkmalschutzgesetzes (HDSchG) geführt. Die Schutzwürdigkeit eines Kulturdenkmals hängt nicht von der Eintragung in das Denkmalverzeichnis des Landes Hessen oder der Veröffentlichung in der Denkmaltopographie ab.

Das Vorhandensein oder Fehlen eines Objekts in dieser Liste ist keine rechtsverbindliche Auskunft darüber, ob es Kulturdenkmal ist oder nicht: Diese Liste entspricht möglicherweise nicht dem aktuellen Stand der offiziellen Denkmaltopographie. Diese ist für Hessen in den entsprechenden Bänden der Denkmaltopographie Bundesrepublik Deutschland und im Internet unter DenkXweb – Kulturdenkmäler in Hessen einsehbar. Auch diese Quellen sind, obwohl sie durch das Landesamt für Denkmalpflege Hessen aktualisiert werden, nicht immer aktuell, da es im Denkmalbestand immer wieder Änderungen gibt.
Eine verbindliche Auskunft erteilt allein das Landesamt für Denkmalpflege Hessen.
Nutze diese Kartenansicht, um Koordinaten in der Liste zu setzen. In dieser Kartenansicht sind Kulturdenkmale ohne Koordinaten mit einem roten bzw. orangen Marker dargestellt und können in der Karte gesetzt werden. Kulturdenkmale ohne Bild sind mit einem blauen bzw. roten Marker gekennzeichnet, Kulturdenkmale mit Bild mit einem grünen bzw. orangen Marker.
| Bild                                       | Bezeichnung                                         | Lage                                                                                                  | Beschreibung | Bauzeit                                                                   | Objekt-Nr. |
| ------------------------------------------ | --------------------------------------------------- | --- | --- | ------------------------------------------------------------------------- | ---------- |
| Bild gesucht BW                            | Winkelhofanlage                                     | Am Mühlgraben 1 LageFlur: 1, Flurstück: 230/1                                                         | | 1783 (Einhaus)                                                            | 122498 DDB |
| Bild gesucht BW                            | Langgestreckter Fachwerkbau                         | Am Mühlgraben 2/4 LageFlur: 1, Flurstück: 175/1                                                       | | 1812                                                                      | 123756 DDB |
| Bild gesucht BW                            | Fachwerkhaus                                        | Am Mühlgraben 8 LageFlur: 1, Flurstück: 179/2                                                         | | 1810                                                                      | 122475 DDB |
| Bild gesucht BW                            | Ehemalige Erlenmühle                                | An der Erlenmühle 5 LageFlur: 15, Flurstück: 60/1                                                     | | Nach 1750                                                                 | 122453 DDB |
| Bild gesucht BW                            | Streckhof                                           | Angersbacher Straße 2 LageFlur: 1, Flurstück: 174/1                                                   | | Ende 18. Jahrhundert                                                      | 123758 DDB |
| Bild gesucht BW                            | Fachwerkwohnhaus                                    | Angersbacher Straße 7 LageFlur: 1, Flurstück: 84/1                                                    | | Beginn 19. Jahrhundert                                                    | 122638 DDB |
| Bild gesucht BW                            | Gasthaus zum Erlengrund                             | Im Erlengrund 1 LageFlur: 7, Flurstück: 10/2                                                          | | 1880                                                                      | 122640 DDB |
| Bild gesucht BW                            | Ehemaliger riedeselischer Hof                       | Fuldaer Straße 3 LageFlur: 1, Flurstück: 161/2                                                        | | Um 1850 (Ursprung nach 1350)                                              | 123759 DDB |
| Bild gesucht BW                            | Hofanlage                                           | Fuldaer Straße 5 LageFlur: 1, Flurstück: 410/2                                                        | | 1822 (Einhof)                                                             | 122639 DDB |
| Bild gesucht BW                            | Pfarrhof                                            | Kirchweg 2 LageFlur: 1, Flurstück: 91/5                                                               | | 1700/01                                                                   | 123760 DDB |
| Bild gesucht BW                            | Einhof                                              | Kirchweg 4 LageFlur: 1, Flurstück: 94                                                                 | | Beginn 18. Jahrhundert                                                    | 122641 DDB |
| Bild gesucht BW                            | Fachwerkwohnhaus                                    | Kirchweg 9 LageFlur: 1, Flurstück: 115/4                                                              | | 1912                                                                      | 122642 DDB |
| Bild gesucht BW                            | Ehemalige Untere Mühle                              | Kirchweg 11 LageFlur: 1, Flurstück: 111/4                                                             | | 1697 (Ursprung), 1862 (Erweiterung)                                       | 122643 DDB |
| Bild gesucht BW                            | Streckhof                                           | Kirchweg 16 LageFlur: 1, Flurstück: 14/2                                                              | | 1723 (Wohnhaus, bezeichnet)                                               | 122644 DDB |
| Bild gesucht BW                            | Streckhof                                           | Kirchweg 16B LageFlur: 1, Flurstück: 13                                                               | | Beginn 18. Jahrhundert                                                    | 122486 DDB |
| weitere Bilder                             | Evangelische Kirche, Kirchhof und Gefallenendenkmal | Kirchweg 20 LageFlur: 1, Flurstück: 1, 2                                                              | Die Saalkirche mit dreiseitigem Schluss des Kirchenschiffs wurde 1748 auf den Grundmauern einer Fachwerkkirche von 1648 erbaut. Kulturdenkmal aus geschichtlichen, künstlerischen und städtebaulichen Gründen. | 1648 (Ursprung), 1748 (Kirche), 1921 (Gefallenendenkmal), 1588 (Kirchhof) | 123761 DDB |
| Bild gesucht BW                            | Fachwerkwohnhaus                                    | Mittelstraße 6/8 LageFlur: 1, Flurstück: 171/2, 171/3                                                 | | 1617 (Bezeichnet)                                                         | 123763 DDB |
| Bild gesucht BW                            | Gemeindebrunnen                                     | Mittelstraße 7, Am Mühlgraben LageFlur: 1, Flurstück: 630/2                                           | Teil der Gesamtanlage | Um 1880                                                                   | 122645 DDB |
| Bild gesucht BW                            | Spritzenhaus                                        | Mittelstraße 7 LageFlur: 1, Flurstück: 630/2                                                          | | 1907                                                                      | 122497 DDB |
| Mittelstraße 8A, Ehemaliges Lehrerwohnhaus | Ehemaliges Lehrerwohnhaus                           | Mittelstraße 8A LageFlur: 1, Flurstück: 168/3                                                         | | 1910                                                                      | 123764 DDB |
| Bild gesucht BW                            | Wohnteil, ehemaliger Hof                            | Mittelstraße 11 LageFlur: 1, Flurstück: 295/1                                                         | | Um 1750                                                                   | 123765 DDB |
| Bild gesucht BW                            | Hofanlage                                           | Mittelstraße 20 LageFlur: 1, Flurstück: 196/2                                                         | | Um 1750                                                                   | 124417 DDB |
| Bild gesucht BW                            | Ehemalige Kochmühle                                 | Mittelstraße 21 LageFlur: 1, Flurstück: 336/1                                                         | | 1591 (Ursprung), 1780 (Mühlengebäude)                                     | 122496 DDB |
| Ehemalige Hufschmiede                      | Ehemalige Hufschmiede                               | Mittelstraße (gegenüber Nummer 26), Mühlgraben, Erlenbach LageFlur: 1, Flurstück: 299/1, 656/2, 656/5 | | 1928                                                                      | 123762 DDB |
| Bild gesucht BW                            | Wohnhaus mit Wirtschaftstrakt                       | Roteck 4 LageFlur: 1, Flurstück: 288/3                                                                | | Um 1650 (Wohnhaus), 1663 (Wirtschaftstrakt)                               | 122495 DDB |
| Bild gesucht BW                            | Einhaus                                             | Roteck 10 LageFlur: 1, Flurstück: 273/1                                                               | | 1783                                                                      | 122494 DDB |
| Bild gesucht BW                            | Streckhof                                           | Salzschlirfer Straße 1 LageFlur: 1, Flurstück: 141/2                                                  | | 1713 (Wohnhaus)                                                           | 122493 DDB |
| Bild gesucht BW                            | Fachwerkwohnhaus                                    | Salzschlirfer Straße 2 LageFlur: 1, Flurstück: 135/1                                                  | | 1780                                                                      | 122492 DDB |
| Bild gesucht BW                            | Ehemaliges riedeselisches Handwerkerhaus            | Salzschlirfer Straße 4 LageFlur: 1, Flurstück: 130/2                                                  | | Um 1800                                                                   | 124418 DDB |
| Bild gesucht BW                            | Fachwerkwohnhaus                                    | Salzschlirfer Straße 11 LageFlur: 1, Flurstück: 452/1                                                 | | 17. Jahrhundert                                                           | 122491 DDB |
| Bild gesucht BW                            | Streckhof                                           | Salzschlirfer Straße 13 LageFlur: 1, Flurstück: 454/4                                                 | | Beginn 19. Jahrhundert                                                    | 124158 DDB |
| Schmittgasse 8, Fachwerkhaus               | Fachwerkhaus                                        | Schmittgasse 8 LageFlur: 1, Flurstück: 213/3                                                          | | 1713                                                                      | 122489 DDB |
| Bild gesucht BW                            | Hofanlage                                           | Schnepfenhain 4 LageFlur: 1, Flurstück: 71/2                                                          | | Ende 18. Jahrhundert (Wohnhaus)                                           | 122488 DDB |
| Bild gesucht BW                            | Einhof                                              | Schnepfenhain 6 LageFlur: 1, Flurstück: 66/1                                                          | | Um 1800                                                                   | 122487 DDB |
| Bild gesucht BW                            | Ehemalige Lindenmühle                               | Schnepfenhain 11 LageFlur: 1, Flurstück: 19/3                                                         | | 1591 (Ursprung), um 1800 (Umbau, Erweiterung)                             | 122478 DDB |
| Bild gesucht BW                            | Streckhofanlage                                     | Schnepfenhain 13 LageFlur: 1, Flurstück: 23/2                                                         | | Um 1800                                                                   | 122485 DDB |
| Bild gesucht BW                            | Friedhof                                            | Steinweg 3 LageFlur: 1, Flurstück: 492/1                                                              | | 1833                                                                      | 122484 DDB |
| Bild gesucht BW                            | Hofanlage                                           | Stockhäuser Straße 13 LageFlur: 1, Flurstück: 195/1                                                   | | Um 1800                                                                   | 122483 DDB |
| Bild gesucht BW                            | Fachwerkbau                                         | Stockhäuser Straße 15 LageFlur: 1, Flurstück: 318/3                                                   | | Ende 18. Jahrhundert                                                      | 122482 DDB |
| Bild gesucht BW                            | Einhof                                              | Stockhäuser Straße 20 LageFlur: 1, Flurstück: 392/1                                                   | | Um 1800                                                                   | 122481 DDB |
| Bild gesucht BW                            | Hofanlage                                           | Stockhäuser Straße 25 LageFlur: 1, Flurstück: 333/6                                                   | | 1650 (Ursprung), 1800 (Erneuerung)                                        | 122480 DDB |
| Bild gesucht BW                            | Einhof                                              | Stockhäuser Straße 28 LageFlur: 1, Flurstück: 377/4                                                   | | 1811                                                                      | 122479     |